# Богус-Брук (тауншип, Миннесота)
Богус-Брук (англ. Bogus Brook) — тауншип в округе Мил-Лакс, Миннесота, США. На 2000 год его население составило 1038 человек.

## География
По данным Бюро переписи населения США площадь тауншипа составляет 93,8 км², из которых 93,8 км² занимает суша, а 0,1 км² — вода (0,06 %).

## Демография
По данным переписи населения 2000 года здесь находились 1038 человек, 352 домохозяйства и 297 семей.  Плотность населения —  11,1 чел./км².  На территории тауншипа расположена 361 постройка со средней плотностью 3,9 построек на один квадратный километр. Расовый состав населения: 96,44 % белых, 1,54 % афроамериканцев, 0,48 % коренных американцев, 0,48 % азиатов, 0,10 % — других рас США и 0,96 % приходится на две или более других рас. Испанцы или латиноамериканцы любой расы составляли 1,06 % от популяции тауншипа.
Из 352 домохозяйств в 40,6 % воспитывались дети до 18 лет, в 77,0 % проживали супружеские пары, в 4,0 % проживали незамужние женщины и в 15,6 % домохозяйств проживали несемейные люди. 13,1 % домохозяйств состояли из одного человека, при том 4,0 % из — одиноких пожилых людей старше 65 лет. Средний размер домохозяйства — 2,95, а семьи — 3,22 человека.
30,8 % населения — младше 18 лет, 5,9 % — в возрасте от 18 до 24 лет, 29,4 % — от 25 до 44, 22,8 % — от 45 до 64, и 11,1 % — старше 65 лет. Средний возраст — 36 лет. На каждые 100 женщин приходилось 99,2 мужчин.  На каждые 100 женщин старше 18 приходилось 105,1 мужчин.
Средний годовой доход домохозяйства составлял 40 238 долларов, а средний годовой доход семьи —  42 039 долларов. Средний доход мужчин —  31 125  долларов, в то время как у женщин — 23 250. Доход на душу населения составил 16 604 доллара. За чертой бедности находились 4,2 % семей и 6,0 % всего населения тауншипа, из которых 6,5 % младше 18 и 7,8 % старше 65 лет.